# تيموثي آرثر
تيموثي آرثر (بالإنجليزية: Timothy Shay Arthur)‏ (و. 1809 – 1885 م) هو مؤلف، وروائي، وكاتب أمريكي، ولد في نيوبورغ، نيويورك، توفي في فيلادلفيا، عن عمر يناهز 76 عاماً.

## روابط خارجية
- تيموثي آرثر على موقع قاعدة بيانات برودواي على الإنترنت (الإنجليزية)
- تيموثي آرثر على موقع قاعدة بيانات برودواي على الإنترنت (الإنجليزية)